# 카트린도미니크 드 페리뇽
카트린도미니크 드 페리뇽(프랑스어: Catherine-Dominique de Pérignon, 1754년 5월 31일 ~ 1818년 12월 25일)은 프랑스의 군인, 외교관이다. 1804년 프랑스 원수로 임명되었으며 1808년 제국백작, 1817년 페리뇽 후작에 봉해졌다.

## 생애

### 혁명 이전 시기
페리뇽은 1754년 5월 31일 툴루즈 근처의 소도시 그르나드에서 장 베르나르 드 페리뇽(Jean Bernard de Pérignon)과 마리 디라(Marie Dirat)의 장남으로 태어났다. 페리뇽 일가는 16세기경 툴루즈 인근에 정착했으며 대대로 행정관과 법조인을 많이 배출한 집안이었다. 페리뇽 또한 법조인이 되기 위해 콜레주에서 공부를 시작했다.
콜레주를 졸업한 페리뇽은 생각을 바꾸어 1775년 기옌의 왕립척탄병대에 입대했다. 하지만 평민 출신이라 높은 계급까지 진급할 수 없다는 데 낙담한 그는 1783년 전역하여 고향으로 돌아왔다. 낙향한 뒤에는 가문이 소유한 토지들을 관리하며 지냈다.

### 프랑스 혁명기
1789년 프랑스 혁명이 일어났을 때 페리뇽은 국민위병의 중령으로 선출되었다. 1791년에는 입법의회 의원으로 당선되었으나 혁명파 간의 정치적 다툼에 염증을 느끼고 다시 고향으로 내려가 루시용 전쟁에 참전한다. 동피레네군(Armée des Pyrénées orientales)에 소속되어 페르스토르트 전투와 불루 전투, 시에라네그라 전투 등에서 공을 세운 그는 사령관 자크 프랑수아 뒤고미에(Jacques François Dugommier)장군이 전사하자 그 뒤를 이어 동피레네군 사령관으로 임명되었다. 그는 1794년 말 피게레스를 점령하고 이듬해 초 로세스 요새 수비군의 항복을 받아냈다. 그러나 더 이상의 적극적인 공세를 펼치지 못한다는 이유로 5월 29일 사령관 자리에서 해임되었다.
10월 16일 페리뇽은 다시 500인회 의원으로 당선되었으며, 11월 24일에는 주에스파냐 대사로 임명되었다. 그는 제 2차 산일데폰소 조약의 체결에 일조했다.
1797년 11월 프랑스로 돌아온 그는 이듬해 10월 군에 복귀하여 이탈리아 방면군(Armée d'Italie)에 배속되었다. 그러나 바르텔레미 카트린 주베르(Barthélémy-Catherine Joubert)장군이 지휘하는 프랑스군은 8월 15일 노비 전투에서 러시아-오스트리아 연합군에게 패했다. 주베르는 전사했고, 페리뇽은 포로로 잡혀 1년 동안 억류되어 있어야 했다.
1801년 11월 18일, 페리뇽은 건강이 나빠져 퇴역했다. 통령이 된 나폴레옹은 페리뇽의 행정적 능력을 높이 사서 그를 상원의원으로 임명하고 몇 가지 외교 업무들을 맡겼다. 페리뇽 역시 나폴레옹을 적극적으로 지지했다.

### 나폴레옹 전쟁기
1804년 5월 19일, 페리뇽은 프랑스 제국원수로 임명되었다. 1806년에는 파르마와 피아첸차의 군정총독으로 임명되었으며, 1808년에는 나폴리 군정총독이 되어 국왕 조아킴 뮈라(Joachim Murat)를 보좌 겸 감시했다. 그러나 1814년 1월 뮈라가 나폴레옹을 완전히 배신하자, 페리뇽은 더 이상 나폴리에 머무를 수 없었다. 프랑스로 돌아온 그는 고향에 칩거했다.

### 부르봉 왕정복고와 말년
페리뇽은 아르투아 백작의 천거를 받아 왕정 하에서 제 1군관구 사령관과 10군관구 사령관 등의 직책을 맡아 보았으며, 백일천하 때 나폴레옹의 편을 들지 않았다. 나폴레옹이 세인트헬레나 섬으로 완전히 추방당한 뒤, 루이 18세는 페리뇽을 우대하여 그를 파리 군정총독으로 임명했으며 후작위를 내렸다. 1818년 9월, 페리뇽은 심한 통풍과 지병으로 병석에 눕게 되었다. 그리고 그 해 12월 25일에 뇌졸중으로 사망했다. 그는 페르라셰즈 묘지에 묻혔다.

## 가족관계
페리뇽은 1786년 엘렌 카트린 드 그르니에 드 테리드(Hélène Catherine de Grenier de Terride)와 결혼하여 3남 8녀를 두었다.
- 부인 : 엘렌 카트린 드 그르니에 드 테리드(1764~1816), 몽테슈 시장 프랑수아 드 그르니에의 딸
  - 장녀 : 제르멘 아녜스 드 페리뇽(1787~1844)
  - 차녀 : 멜라니 드 페리뇽(1788~1858)
  - 장남 : 장바티스트 드 페리뇽(1789~1807)
  - 3녀 : 쥐스틴 드 페리뇽
  - 4녀 : 엘리자베트 마리 드 페리뇽
  - 차남 : 프랑수아 앙리 드 페리뇽(1793~1841)
  - 5녀 : 아델 도로테 드 페리뇽
  - 6녀 : 카롤린 드 페리뇽(1799~1819)
  - 7녀 : 마리 이르마 드 페리뇽(1803~1849)
  - 8녀 : 옥타비 드 페리뇽(1804~1847)
  - 3남 : 레오폴 드 페리뇽(1806~1862)

## 참고 문헌
- BANC, Jean Claude (2013). 《Dictionnaire des maréchaux de Napoléon》. Pygmalion. ISBN 9782756411484.
- VALYNSEELE, Joseph (1957). 《Les maréchaux du Premier Empire : leur famille et leur descendance》. ASIN B001BNFM9Y.